# العولة (نجرة)

تعديل مصدري - تعديل

العولة هي إحدى قرى عزلة الشعاثمة بمديرية نجرة التابعة لمحافظة حجة، بلغ تعداد سكانها 1344 نسمة حسب تعداد اليمن لعام 2004.